# Romulo Enmark
För andra betydelser, se Enmark.
Romulo Enmark, född 1954 i Skellefteå är en svensk akademisk ledare. 
Han är Fil kand. i arkeologi, konstvetenskap och etnologi och har disputerat i etnologi, Göteborgs universitet 1987.
Enmark var chef för Bibliotekshögskolan vid Högskolan i Borås och sedermera prorektor för Högskolan i Borås under 1990-talet. Han var rektor vid Högskolan i Halmstad 2000–2010 och därefter rektor vid Försvarshögskolan från 2011 till 2019. Den 7 september 2018 utsågs Enmark till hedersdoktor i krigsvetenskap vid finska Försvarshögskolan.
År 2018 debuterade han som skönlitterär författaren med diktsamlingen Konsten att finnas till, Bokförlaget Mormor, till minne av hans son David som avled 2017.